# Onthophagus longiceps
Onthophagus longiceps là một loài bọ cánh cứng trong họ Bọ hung (Scarabaeidae).